# Liste des partis politiques en Ukraine
Cet article présente les principaux partis politiques d’Ukraine représentés au parlement ukrainien en 2022 ainsi que les partis sans représentation parlementaire et les partis fondés après depuis l'indépendance de l'Ukraine mais disparus depuis.

## Partis représentés actuellement au Parlement
À la suite des élections législatives de 2019, les partis politiques suivants sont représentés au Parlement, la Rada.

### Principaux partis
Ces partis ont obtenu plus de 5 % des voix en 2014, seuil permettant d'obtenir une représentation nationale à la proportionnelle :
- Serviteur du peuple, parti du président Volodymyr Zelensky, qui compte 254 députés ;
- Plateforme d'opposition-Pour la vie, scission du Bloc d'opposition, qui compte 43 députés ;
- l'Union panukrainienne « Patrie », parti de Ioulia Tymochenko qui compte 26 députés ;
- Solidarité européenne, anciennement Bloc Petro Porochenko « Solidarité », parti fondé autour de l'ancien président Petro Porochenko, qui compte 25 députés ;
- Voix, qui compte 20 députés.

### Autres partis représentés
Ces partis ont obtenu moins de 5 % des voix, mais ont des députés élus au scrutin majoritaire dans différentes circonscriptions :
- le Bloc d'opposition, qui regroupe d'anciens soutiens du président Victor Ianoukovitch et compte 6 députés ;
- Samopomitch, qui compte 1 député ;
- Svoboda, 1 député ;
- Centre uni : 1 député ;
- Ensemble avec Bila Tserkva : 1 député.

## Partis non représentés actuellement au Parlement
- Aktsent, ancien Vitche ou Parti démocratique constitutionnel.
- Alliance démocrate
- Alliance démocratique ukrainienne pour la réforme (alliée au Bloc Petro Porochenko « Solidarité »)
- Assemblée nationale ukrainienne - Autodéfense ukrainienne
- Centre unifié (en)
- Congrès des nationalistes ukrainiens (ancien membre de Notre Ukraine)
- Front populaire
- Mouvement populaire d'Ukraine (ancien membre de Notre Ukraine)
- Notre Terre
- Parti communiste d'Ukraine
- Parti des industriels et entrepreneurs d'Ukraine
- Parti des réformes et de l'ordre (ancien membre de Notre Ukraine et du BIouT)
- Parti des régions (disparu de facto en 2014)
- Parti des Verts d'Ukraine
- Parti libéral d'Ukraine (ancien membre de Notre Ukraine)
- Parti populaire
- Parti populaire ukrainien (ancien membre de Notre Ukraine)
- Parti radical d'Oleh Liachko
- Parti social-démocrate d'Ukraine (unifié)
- Parti socialiste d'Ukraine
- Parti socialiste progressiste d'Ukraine
- Parti Union (en) (parti interdit)
- Position citoyenne
- Secteur droit
- Ukraine - En avant ! (ancien membre du BIouT)
- Ukraine forte
- Union démocrate-chrétienne (ancien membre de Notre Ukraine)
- Volia
- Zastup

## Anciens partis politiques ou coalitions
Avant 1991 :
- Organisation des nationalistes ukrainiens fondé en 1929, scission en deux factions en 1940. Le Congrès des nationalistes ukrainiens en est issu.
- Parti démocratique ukrainien, fondé en 1904. Début 1905, l'aile gauche du parti fonde le Parti radical ukrainien (de Kiev); les deux partis fusionnent fin 1905 pour former le Parti radical démocratique ukrainien (1905-1908).
- Parti radical ukrainien (de Galicie), fondé en 1890 en tant que Parti radical ruthénien-ukrainien, devient en 1926 le Parti radical socialiste ukrainien (USRP). À la suite de scissions, le Parti démocratique social ukrainien (en) (USDP) et le Parti démocratique national (Galicie) (1899-1923) sont formés.
- Parti révolutionnaire ukrainien, fondé en 1900, se scinde rapidement en trois factions. Une de ses factions devient en 1905 le Parti ouvrier social-démocrate ukrainien (USDRP).
- Parti socialiste d'Ukraine (1950), fondé dans l'immigration par des membres de l'USDRP, de l'USPR, de l'USDP ou de l'USRP.
- Parti ukrainien des socialistes fédéralistes (1917-?)
- Parti ukrainien des socialistes indépendantistes (1917-1926)
- Parti ukrainien des socialistes révolutionnaires (UPSR)

Après 1991 :
- Bloc Ioulia Tymochenko (BIouT), coalition pro-occidentale et libérale (2001-2012). Sa dirigeante était l'ancienne Première ministre Ioulia Tymochenko.
- Bloc Volodymyr Lytvyn (en), coalition centriste fondée en 2006, alliée du 16 décembre 2008 au 11 mars 2010 avec Notre Ukraine et le Bloc Ioulia Tymochenko, à la suite de la crise parlementaire de septembre 2008, puis avec le parti des régions et le parti communiste jusqu'aux législatives de 2012. Disparue en 2012.
- Pour l'Ukraine unie !, coalition fondée en 2001 autour du Parti des régions, du Parti agrarien d'Ukraine, du Parti des industriels et entrepreneurs d'Ukraine de l'Union démocratique du peuple (en) et du Parti travailliste ukrainien (en). Actif seulement à l'occasion des élections législatives de 2002.
- Bloc Notre Ukraine, coalition de tendance pro-occidentale et de centre-droit, fondée en 2001. Son chef était l'ancien président Viktor Iouchtchenko. Elle n'est plus représentée à la suite des élections de 2012. Le parti Notre Ukraine, créé en 2005 en son sein, existe encore.